# Insigne commémoratif du centenaire de la maison royale de Grèce
L'insigne commémoratif du centenaire de la maison royale de Grèce est une distinction honorifique du royaume de Grèce.

## Histoire
L'année 1963 marque le centenaire de l'élection du prince Guillaume de Danemark comme roi des Hellènes sous le nom de règne de Georges Ier. Dans le cadre des festivités organisées en Grèce, le roi Frédéric IX et la reine Ingrid de Danemark visitent le pays en mars 1963. Lors de cette visite, les membres de familles royales européennes participant aux célébrations reçoivent un insigne nouvellement créé par le roi Paul Ier pour commémorer le centenaire,. Aujourd'hui, la plupart de ceux qui ont été décorés de cet insigne continuent à le porter, souvent aux côtés d'autres distinctions honorifiques grecques.

## Description
L'insigne était décerné sous deux formes, or et argent. Il a également été décerné en deux tailles, une grande pour les hommes et une petite pour les femmes. Les messieurs le portaient sur le côté droit et les dames sur le côté gauche de la poitrine.
L'insigne est réalisé d'après un projet du roi Paul Ier de Grèce. Dans une couronne de laurier ovale, quatre lettres Π, l'initiale du roi Paul Ier, sont disposées sur les axes vertical et horizontal. Sur les axes diagonaux figurent les initiales des précédents monarques : Γ pour Georges Ier, Κ pour Constantin Ier, Α pour Alexandre Ier et Γ pour Georges II. Les initiales de Paul Ier sont surmontées d'une couronne royale. Les initiales des monarques précédents sont surmontées d'une couronne de dimensions plus petites.

## Récipiendaires
- Frederika de Hanovre (1917-1981), reine des Hellènes.
- Sophie de Grèce (1938), princesse de Grèce, fille du roi et de la reine des Hellènes.
- Constantin de Grèce (1940-2023), diadoque de Grèce, fils du roi et de la reine des Hellènes.
- Irène de Grèce (1942), princesse de Grèce, fille du roi et de la reine des Hellènes.
- Irène de Grèce (1904-1974), princesse de Grèce, sœur du roi des Hellènes.
- Catherine de Grèce (1913-2007), princesse de Grèce, sœur du roi des Hellènes.
- Olga de Grèce (1903-1997), princesse de Grèce, cousine germaine du roi des Hellènes.
- Marguerite de Grèce (1905-1981), princesse de Grèce, cousine germaine du roi des Hellènes.
- Théodora de Grèce (1906-1969), princesse de Grèce, cousine germaine du roi des Hellènes.
- Pierre de Grèce (1908-1980), prince de Grèce, cousin germain du roi des Hellènes.
- Eugénie de Grèce (1910-1989), princesse de Grèce, cousine germaine du roi des Hellènes.
- Michel de Grèce (1939-2024), prince de Grèce, cousin germain du roi des Hellènes.
- Juan Carlos d'Espagne (1938), prince des Asturies, époux de la princesse Sophie de Grèce.
- Tatiana Radziwill (1939), princesse Radziwill, fille de la princesse Eugénie de Grèce.
- Frédéric IX de Danemark (1899-1972), roi de Danemark.
- Ingrid de Suède (1910-2000), reine de Danemark.
- Margrethe de Danemark (1940), princesse héritière de Danemark, leur fille.
- Benedikte de Danemark (1944), princesse de Danemark, leur fille.
- Anne-Marie de Danemark (1946), princesse de Danemark, leur fille.
- Georges-Guillaume de Hanovre (1915-2006), prince de Hanovre.
- Harald de Norvège (1937), prince héritier de Norvège.